# 蘭喬卡皮爾特拉諾 (加利福尼亞州)
蘭喬卡皮爾特拉諾（英語：Rancho Capistrano）是位於美國加利福尼亞州河濱縣的一個非建制地區。該地的面積和人口皆未知。

## 地理
蘭喬卡皮爾特拉諾的座標為33°36′54″N 117°21′27″W / 33.61500°N 117.35750°W，而該地的平均海拔高度為927米（即3041英尺）。